# قطعنامه ۲۱۰ شورای امنیت
قطعنامه  ۲۱۰ شورای امنیت سازمان ملل متحد که در تاریخ ۰۶ سپتامبر ۱۹۶۵ تصویب شد، سندی بین‌المللی دربارهٔ مسئلهٔ هند-پاکستان است. این قطعنامه طی نشست ۱۲۳۸ام 
با ۱۱ موافق،۰ مخالف و۰ ممتنع تصویب شد.